# Microsoft Office RoundTable
 (septembre 2020).
Si vous disposez d'ouvrages ou d'articles de référence ou si vous connaissez des sites web de qualité traitant du thème abordé ici, merci de compléter l'article en donnant les références utiles à sa vérifiabilité et en les liant à la section « Notes et références ».

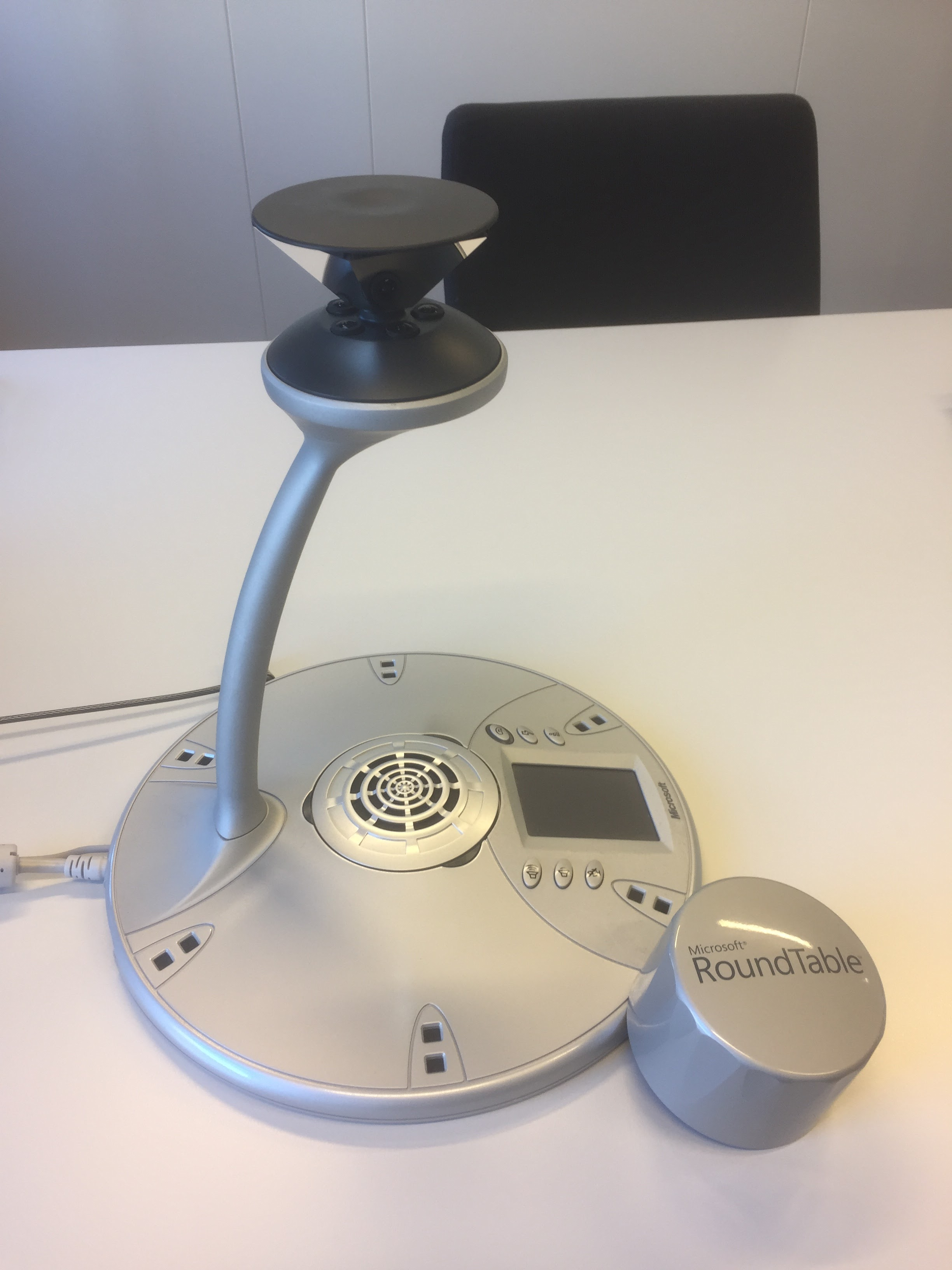
Microsoft RoundTable

Microsoft Office RoundTable est une webcam 360° développé par Microsoft pour la visioconférence. Durant son développement, elle était connue sous le nom de Microsoft RingCam. 
Elle se place sur une table et est capable de fournir une vidéo panoramique de 360° en mettant les images côte à côte. Le logiciel adapté est capable d'identifier les personnes qui parlent et ainsi de cadrer l'image principale sur la provenance du flux.